# Serghei Aksionov
Serghei Valerievici Aksionov (în rusă Сергей Валерьевич Аксёнов; n. 26 noiembrie 1972, Bălți, RSS Moldovenească, URSS) este un poltician rus, în prezent prim-ministru și șef de stat al Republicii Crimeea. Aksionov a fost desemnat premier în timpul ocupării armate a parlamentului Crimeii de către miliții pro-ruse (în mod normal desemnarea prim-ministrului Crimeii este atribuția președintelui Ucrainei). În cazul lui Aksionov această consultare nu a avut niciodată loc.
În 1993 el a absolvit Înaltul colegiu de construcții militar-politice din Simferopol.
La 1 martie 2014, în noua sa calitate de premier crimeean, Aksionov a solicitat Rusiei, prin intermediul președintelui rus Vladimir Putin, „asistență în asigurarea păcii și stabilității”, pe fondul tensiunilor din Crimeea generate de mișcarea Euromaidan. Între timp, Aksinov urma să preia „temporar controlul securității” în Crimeea, urmând ca toate autoritățile să se supună ordinelor sale sau să demisioneze. Totodată, Akisonov a anunțat un referendum pentru lărgirea autonomiei pentru data de 30 martie.